# David Bentley
David Bentley (ur. 27 sierpnia 1984 w Peterborough) – angielski piłkarz występujący na pozycji skrzydłowego.

## Kariera
Jest wychowankiem Arsenalu, którego barwy reprezentował do 2006 roku. W pierwszym zespole Kanonierów zdołał wystąpić tylko jeden raz. Był wypożyczany do Norwich City oraz Blackburn Rovers. W 2006 roku postanowił odejść z Arsenalu i powrócił do Blackburn, stając się podstawowym członkiem drużyny. W roku 2008 został piłkarzem Tottenhamu Hotspur.
Bentley był reprezentantem Anglii U-15, U16, U-18, U-21 oraz Anglii B. W dorosłej drużynie zadebiutował w 2007 roku w meczu z Izraelem.
Bentley jest pierwszym angielskim piłkarzem, który zdobył bramkę na nowym stadionie Wembley w oficjalnym meczu. Miało to miejsce w marcu 2007 podczas towarzyskiego spotkania reprezentacji młodzieżowych Anglii i Włoch.
David Bentley, zakończył swoją karierę w 2014 roku w wieku 29 lat. W trakcie swojej kariery siedmiokrotnie wystąpił w reprezentacji Anglii. 
Decyzję o zakończeniu kariery podjął po okresie wypożyczeń do klubów takich jak Birmingham City, West Ham United i rosyjski FC Rostov. W wywiadzie dla Sky Sports Bentley przyznał, że stracił pasję do gry, stwierdzając, że "piłka nożna stała się nudna i przewidywalna" z powodu wpływu mediów społecznościowych i pieniędzy. 
Po zakończeniu kariery piłkarskiej Bentley przeniósł się do Hiszpanii, gdzie zaangażował się w branżę gastronomiczną. Współtworzył markę La Sala, otwierając bary, kluby, bar sportowy oraz klub plażowy. Jego przedsięwzięcia rozszerzyły się również na sektor nieruchomości, a ostatnio otworzył lokal w Hamburgu. 
W rozmowie z Bentley przyznał, że choć tęskni za futbolem, jest zadowolony z obecnego życia, prowadząc biznesy i spędzając czas z rodziną. 